# パープル・ピープル・イーターズ

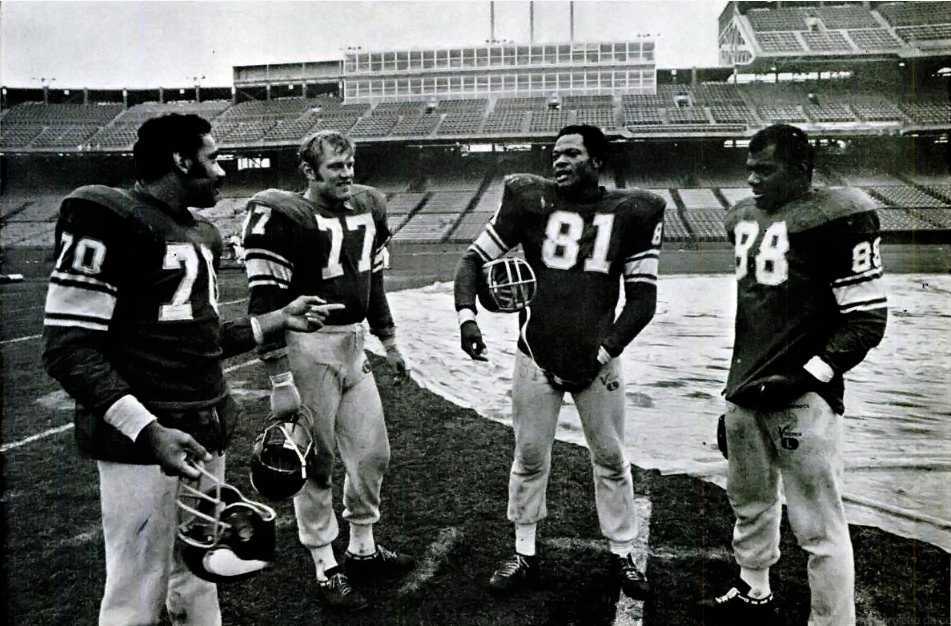
パープル・ピープル・イースターズ

パープル・ピープル・イーターズ（Purple People Eaters）はNFLのミネソタ・バイキングスの1960年代末から1970年代末にかけて4度スーパーボウルに出場した当時のディフェンスラインユニットのニックネーム。由来はミネソタ・バイキングスのチームカラーの紫（パープル）とシェブ・ウーリーの歌である「Purple People Eater」から来ている。
1969年にバイキングスのディフェンスは前年にボルチモア・コルツが作った失点最少記録144点を更新する133点しか相手チームに許さなかった。この年チームはNFLで35年ぶりとなる12連勝を記録した。1971年にアラン・ペイジが守備選手としてシーズンMVPに選ばれた。彼以外に守備選手でMVPに選ばれたのは1986年のローレンス・テイラーのみである。1968年から1977年までの10シーズンでチームは9回地区優勝を果たし、4回スーパーボウルに出場した。

## 主なメンバー
- アラン・ペイジ[4] - ディフェンスタックル(DT)、プロボウル出場9回（1968年から1976年まで連続出場）、1971年MVP獲得、プロフットボール殿堂入り選手。
- カール・エラー（英語版）[4] - ディフェンスエンド(DE)、プロボウル出場6回（1968年から1971年、1973年、1974年）、プロフットボール殿堂入り選手。
- ジム・マーシャル（英語版）[4] - プロボウル出場2回（1968年、1969年）
- ゲイリー・ラーセン（英語版） - プロボウル出場2回（1969年、1970年）

オリジナルメンバーであったゲイリー・ラーセンの退団後にはダグ・サザーランドがメンバーに加わった。1970年代の強力なディフェンスユニットにはダラス・カウボーイズのドゥームズデイ・ディフェンス、ピッツバーグ・スティーラーズのスティールカーテン、デンバー・ブロンコスのオレンジ・クラッシュ・ディフェンスがある。